# ذكاء فطري
الذكاء الفطري (في بعض الأحيان الثاني) هو مصطلح في مجال المعالجة اليدوية يستعمل للدلالة على تنظيم خصائص الكائنات الحية. ابتدعه دانيال ديفيد بالمر، مؤسس بتقويم العمود الفقري اليدوي. يطرح هذا المفهوم في المذهب الحيوي أن لكل حياة ذكاء فطري وأن لهذه القوة مسؤولة تنظيم وصيانة شفاء اجسام المخلوقات. فلسفيا، يعتقد مقوموا العمود الفقري أنه يمكن تقويم امراض العمود الفقري عند إزالة التدخلات في الجهاز العصبي (بشكل تعديل العمود الفقري) بحيث يصبح الفقري في المحاذاة الصحيحة. عندها، يقوم الذكاء بشفاء المرض عن طريق الجهاز العصبي. يرتبط هذا المصطلح ارتباطا وثيقا مع مصطلح الذكاء الشامل.
الجدير ذكره ان الذكاء الفطري، كتعليل لوجود ذكاء في الكائنات، يتعارض مع الموقف العلمي الساحق الداعم لنظريات التطورعن طريق الانتقاء الطبيعي وعلم الأعصاب وعلم الوراثة. في زمن طرحه كان للذكاء الفطري  ميزة كبيرة في الدلالة على عن وجود ذكاء في الحياة على الرغم من عدم وجود تفسير مقنع لوجود هكذا الذكاء في ادبيات ومفهوم المذهب الحيوي.

## تفسيرات مختلفة
لمفهوم الذكاء الفطري معان مختلفة لأشخاص مختلفين:
- الفطرية كمرادف للتوازن – يعتبر هذا التفسير الأكثر شيوعا الذي يستخدمه مقويموا العمود الفقري".
- الفطرية كدلالة على جهلنا – هناك الكثير مما نجهله عن علم وظائف الأعضاء البشرية، وبالتالي، تعزى الظواهر الغير مبررة في بعض الأحيان يعزى «الطبيعة الأم»، أو «للفيس ميكادكاتريس ناتوراي» (تعبير لاتيني يعني قوة الشفاء الطبيعية).
- الفطرية كتفسير لمذهب الحيوية – يستخدم المصطلح في الفلسفة الحيوية كمسمى لما يعطي القوة الحيوية.
- الفطرية كفرضية ميتافيزيقية – «عند استخدامها بوصفها بداهة افتراضية وليس افتراضية بنائية».

## وصلات خارجية
- WCA ورقة على الذكاء الفطري
- معاني فطرية - جوزف سي. كيتنغ، الابن، دكتوراه